# Rathkeale
Rathkeale (iriska: Ráth Caola) är ett samhälle i grevskapet Limerick i Republiken Irland. Rathkeale ligger i närheten av staden Limerick, på floden Deel. 
Orten är känd för sin stora andel irländska resande, även kallade pavees.